# Umberto Melnati
Umberto Melnati, pseudonimo di Raimondo Melnati (Livorno, 17 giugno 1897 – Roma, 30 marzo 1979), è stato un attore italiano.

## Biografia
Figlio d'arte di Gino Pietro e Marcella Conti, si specializzò giovanissimo nel ruolo di secondo brillante. Durante la prima Guerra Mondiale fu un generico attore in varie compagnie per approdare nel 1919 alla compagnia di Alfredo De Sanctis.
Nel 1931 entrò in compagnia con Vittorio De Sica e Giuditta Rissone e insieme parteciparono a Za Bum n. 8 e n. 10.
Fu nelle famose riviste prodotte da Luciano Ramo e Mario Mattoli, come Lucciole della città (Falconi e Biancoli (1931), che maturarono i celebri duetti ("Düra minga") tra Melnati e De Sica, prontamente esportati nell'universo radiofonico all'interno delle programmazioni "offerte da".
Nel 1938 interpretò la Pietra di paragone in Come vi piace di William Shakespeare, per la regia di Jacques Copeau, con Massimo Pianforini, Enzo Biliotti, Sandro Ruffini, Guido Gatti, Fernando Farese, Nerio Bernardi, Giuseppe Pierozzi, Franco Scandurra, Checco Rissone, Nella Bonora, Letizia Bonini e Zoe Incrocci nel Giardino di Boboli a Firenze.

### Radio e televisione
Il terzetto De Sica-Melnati-Rissone riscosse per un decennio un enorme successo, anche grazie ai dischi e agli sketch tratti dalle riviste che i protagonisti incidevano per la Dischi Columbia e che venivano poi trasmessi anche per radio, e affiancò all'attività teatrale quella cinematografica e radiofonica (la prima puntata di Scenette radiofoniche per la ditta di liquori Bisleri nel 1937).
Il successo di Melnati fu subito legato a una inconfondibile voce stridula e un po' nasale che l'attore enfatizzava nel contrastato duo canoro con l'amico De Sica o doppiando i caratteristi nei film del tempo.
Melnati fu anche uno dei primi attori impiegati dalla RAI nei primi lavori di fiction: nel 1958, quando l'emittente di stato trasmetteva da soli quattro anni, fu fra gli interpreti del programma televisivo Il teatro dei ragazzi che proponeva storie sceneggiate destinate all'infanzia e all'adolescenza.

### Cinema
Raggiunta a metà degli anni trenta una grande notorietà grazie ad alcune celebri interpretazioni cinematografiche, come Due cuori felici (1932), Mille lire al mese (1938), Cortocircuito (1943), nel dopoguerra l'attore tornò alla rivista accanto ai volti più noti del tempo (De Sica, Merlini, Isa Pola, Milly), non disdegnando interpretazioni più impegnative.
Ormai però l'artista era attratto definitivamente dai mezzi di massa e da una carriera radiofonica consolidata: si possono ricordare, tra le numerose altre, le sue partecipazioni alle commedie Non ti conosco più (1950) e Buonanotte, Patrizia (1960), entrambe per la regia di Benedetto, oltre al successo in alcune commedie trasmesse dalla televisione, come Zampa di velluto, Milizia territoriale, Jack l'infallibile, La moglie di papà.
La sua interpretazione migliore, tesa più al patetico che al comico, resta quella del vecchio attore cinematografico che sopravvive proiettando in feste private i grandi capolavori del muto, nella pellicola La valigia dei sogni (1953) di Luigi Comencini. 
Attore brillante dalla recitazione nervosa, aveva un parlare spesso convulso che fece il successo delle sue barzellette e dei monologhi teatrali e radiofonici. Incarnò il trionfo dello spettacolo radiofonico leggero, fatto di improvvisazioni e interventi di breve respiro che tanta attrazione esercitavano sull'ascoltatore del tempo; come ricorda nelle sue memorie Così... per ridere (1954), i suoi interventi alla radio spesso erano solo "chiacchieratine" adattate da barzellette di repertorio che l'attore sviluppava fino a portarle alla durata radiofonica di una decina di minuti.

## Filmografia

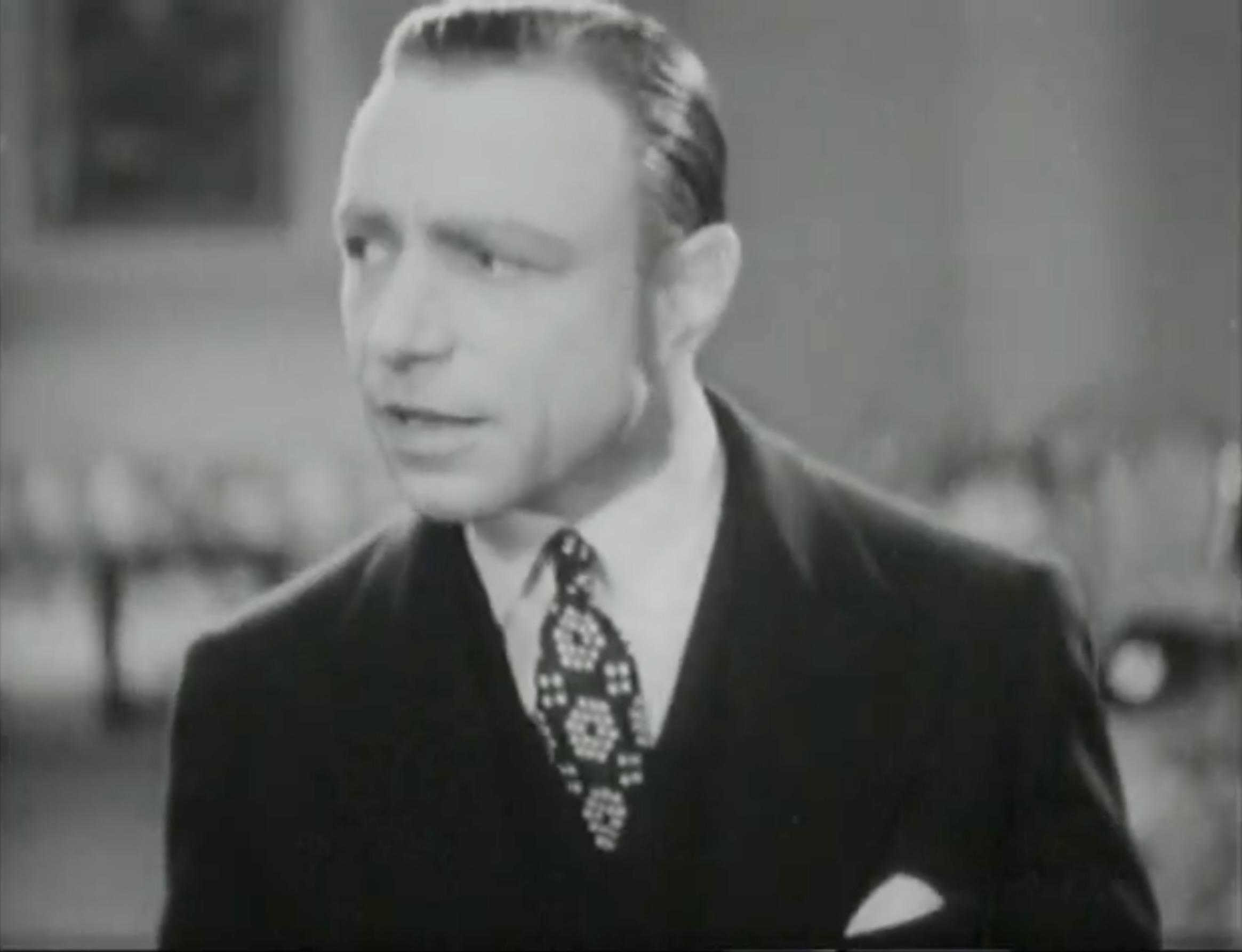
Umberto Melnati in L'uomo che sorride (1936)

- Due cuori felici, regia di Baldassarre Negroni (1932)
- La canzone del sole, regia di Max Neufeld (1933)
- Oggi sposi, regia di Guido Brignone (1933)
- La segretaria per tutti, regia di Amleto Palermi (1933)
- La provincialina, regia di Ferruccio Biancini (1934)
- Ma non è una cosa seria, regia di Mario Camerini (1936)
- L'uomo che sorride, regia di Mario Mattoli (1936)
- Il signor Max, regia di Mario Camerini (1937)
- Voglio vivere con Letizia, regia di Camillo Mastrocinque (1937)
- Contessa di Parma, regia di Alessandro Blasetti (1937)
- La mazurka di papà, regia di Oreste Biancoli (1938)
- La signora di Montecarlo, regia di Mario Soldati (1938)
- La casa del peccato, regia di Max Neufeld (1939)
- Pazza di gioia, regia di Carlo Ludovico Bragaglia (1939)
- Un mare di guai, regia di Carlo Ludovico Bragaglia (1939)
- Mille lire al mese, regia di Max Neufeld (1938)
- Belle o brutte si sposan tutte..., regia di Carlo Ludovico Bragaglia (1939)
- La peccatrice, regia di Amleto Palermi (1940)
- Vento di milioni, regia di Dino Falconi (1940)
- Rose scarlatte, regia di Giuseppe Amato e Vittorio De Sica (1940)
- Brivido, regia di Giacomo Gentilomo (1941)
- Con le donne non si scherza, regia di Giorgio Simonelli (1941)
- Barbablù, regia di Carlo Ludovico Bragaglia (1941)
- Senza una donna, regia di Alfredo Guarini (1943)
- Cortocircuito, regia di Giacomo Gentilomo (1943)
- Vivere a sbafo, regia di Giorgio Ferroni (1949)
- Miss Italia, regia di Duilio Coletti (1950)
- Africa sotto i mari, regia di Giovanni Roccardi (1952)
- Martin Toccaferro, regia di Leonardo De Mitri (1952)
- Il grande giuoco (Le Grand Jeu), regia di Robert Siodmak (1954)
- Appassionatamente, regia di Giacomo Gentilomo (1954)
- La valigia dei sogni, regia di Luigi Comencini (1954)
- Madame du Barry, regia di Christian-Jaque (1954)
- Peccato che sia una canaglia, regia di Alessandro Blasetti (1954)
- Frou-Frou, regia di Augusto Genina (1955)
- L'arciere delle mille e una notte, regia di Antonio Margheriti (1962)

## Prosa radiofonica Rai
- Non ti conosco più, di Aldo De Benedetti, regia di Umberto Benedetto, trasmessa il 27 aprile 1952.
- Il bibliotecario, di Gustav von Moser, regia di Eugenio Salussolia 1959
- Buonanotte Patrizia, commedia di Aldo De Benedetti, regia di Umberto Benedetto, trasmessa il 18 aprile 1960
- Per un capello, di Claude Fayard, regia di Marco Visconti, trasmessa il 9 gennaio 1961.

## Televisione
Prosa televisiva RAI
- Alla prova di Federico Lonsdale, regia di Mario Landi, trasmessa il 26 aprile (1957).
- Un morto torna subito, commedia di Jean Guitton, regia di Guglielmo Morandi, trasmessa il 4 febbraio 1958
- Stelle alpine, regia di Claudio Fino, trasmessa il 12 dicembre (1958).
- La moglie di papà, regia di Marcello Sartarelli, trasmessa il 17 maggio (1963).
- Il gioco delle vacanze, di Mihail Sebastian, regia di Carlo Di Stefano (1965)

## Doppiaggio
- Fred Astaire in La danza di Venere
- Colin Clive in Adorazione